# São Sebastião do Rio Verde
São Sebastião do Rio Verde é um município brasileiro do estado de Minas Gerais. Sua população recenseada em 2022 era de 2 300 habitantes. Localiza-se no vale do rio Verde, no circuito Terras Altas da Mantiqueira, no sul de Minas.

## Galeria

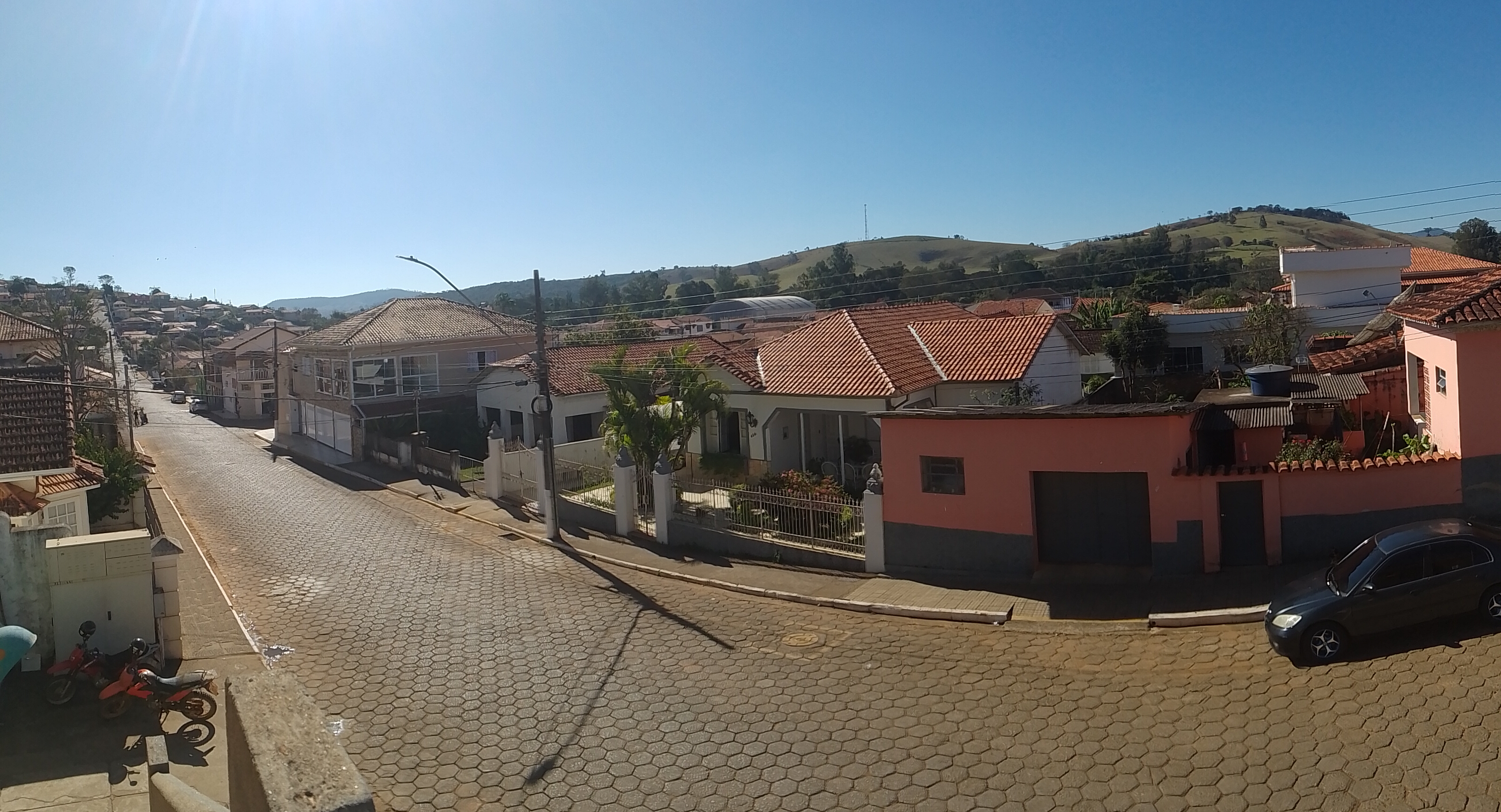

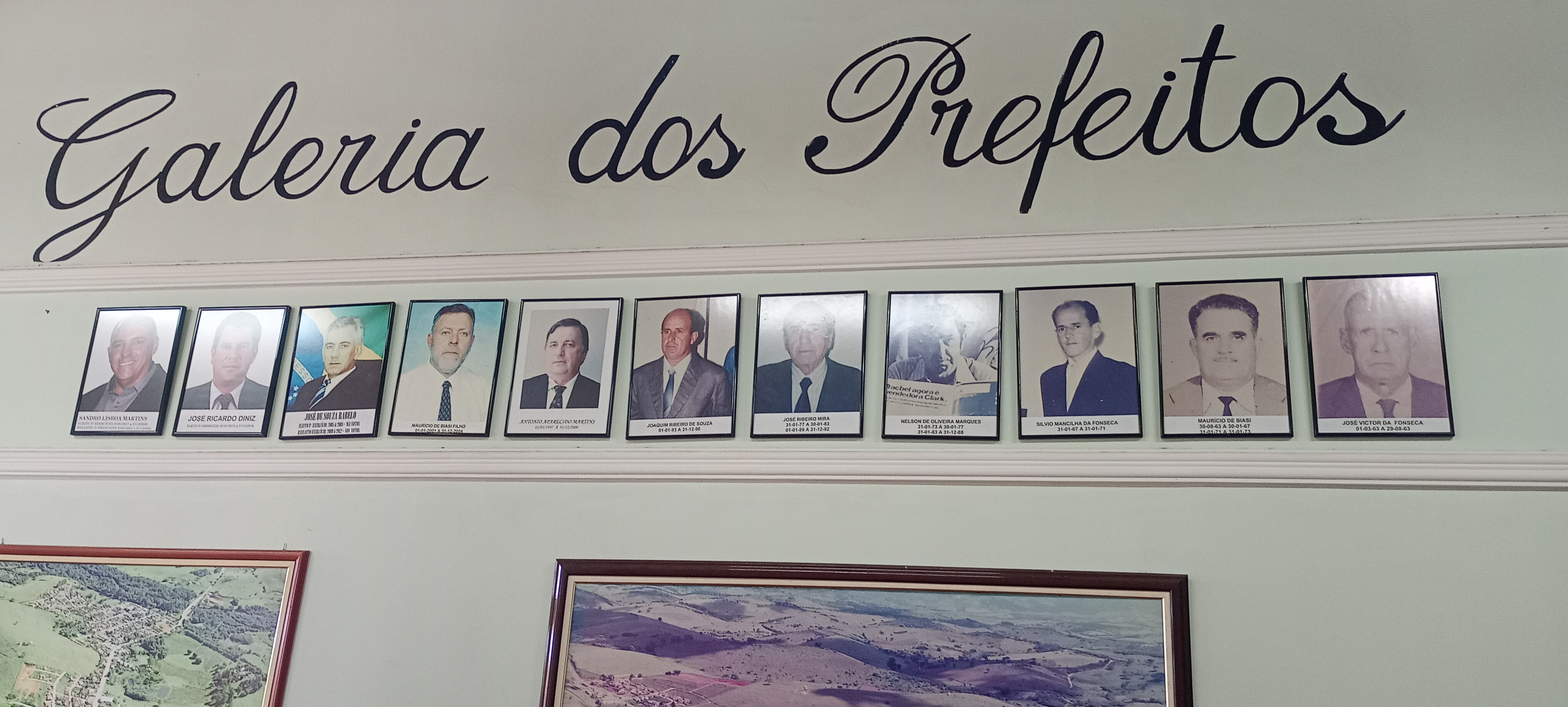
Galeria dos Prefeitos de São Sebastião do Rio Verde na prefeitura municipal